# Zatopieni (film 2000)
Zatopieni (tytuł oryg. Submerged) – amerykański film akcji z 2000 roku w reżyserii Freda Olena Raya.

## Obsada
- Coolio − Jeff Cort
- Brent Huff − agent Mack Taylor
- Maxwell Caulfield − agent Jim Carpenter
- Nicole Eggert − Tiffany Stevens
- Fredric Lehne − Richard Layton
- Dennis Weaver − Buck Stevens
- Hannes Jaenicke − dr. Kevin Thomas
- Stacey Travis − Cindy Kenner
- Fred Williamson − kapitan Masters